# Rezerwat przyrody Jezioro Łyse
Rezerwat przyrody Jezioro Łyse – torfowiskowy rezerwat przyrody w województwie kujawsko-pomorskim. Zajmuje powierzchnię 20,55 ha. Powołany w celu zabezpieczenia i zachowania cennych ekosystemów wodno-błotnych i boru bagiennego z charakterystycznymi, rzadkimi i chronionymi gatunkami roślin. Do rzadkich i chronionych gatunków roślin występujących na terenie rezerwatu należą m.in. torfowce, rosiczka pośrednia, widłaczek torfowy, a także zespół mszarny przygiełki białej.
Obszar jeziora Łyse (5,58 ha) podlega ochronie ścisłej, pozostałą część rezerwatu (14,97 ha) objęto ochroną czynną.

## Lokalizacja
Rezerwat „Jezioro Łyse” położony jest w gminie Warlubie w powiecie świeckim, na terenach objętych planowanym powiększeniem Wdeckiego Parku Krajobrazowego. Rezerwat należy do obszaru Nadleśnictwa Osie.